# Pont de la Mariée

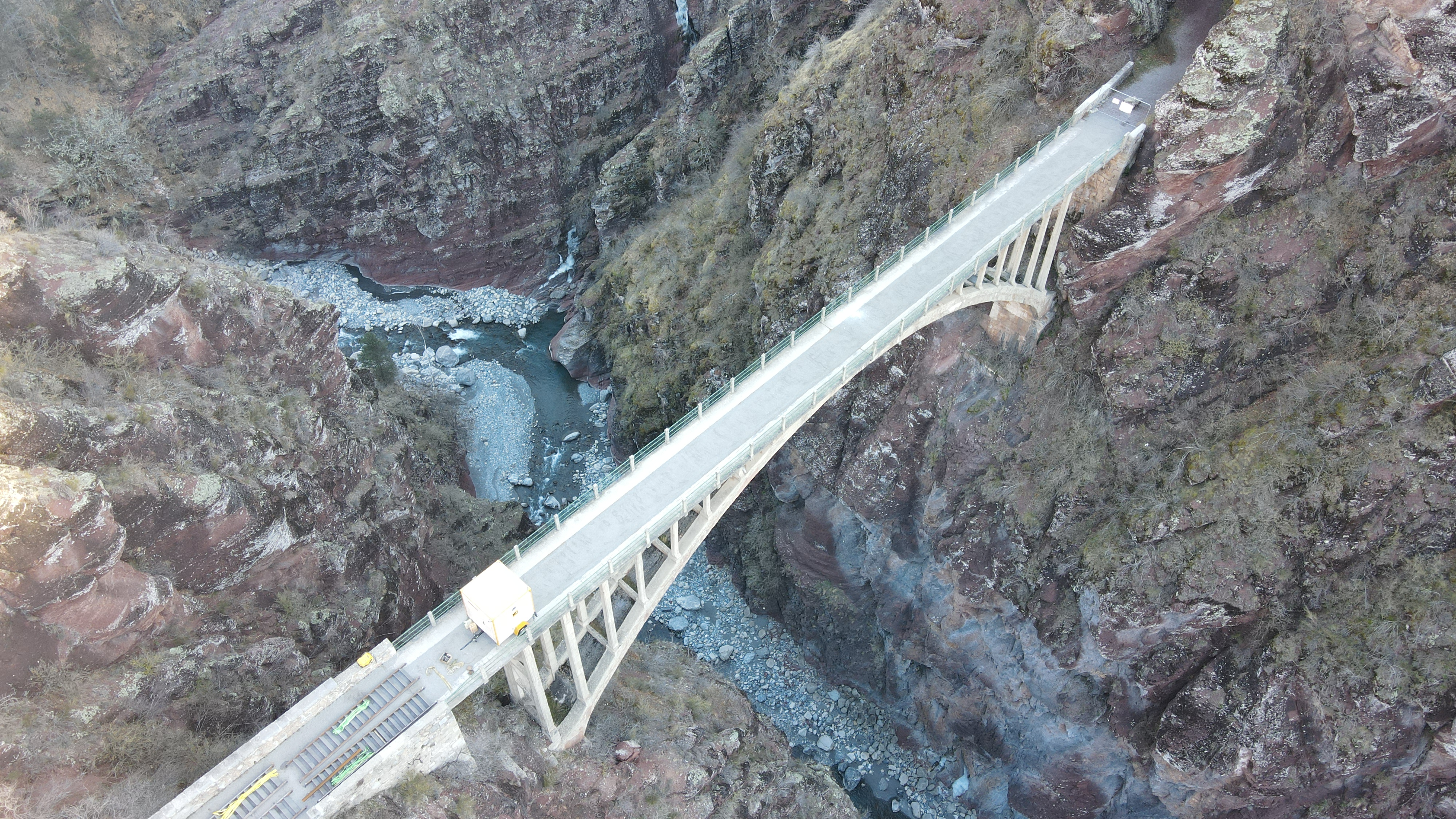
Pont de la Mariée par Cobol Drone

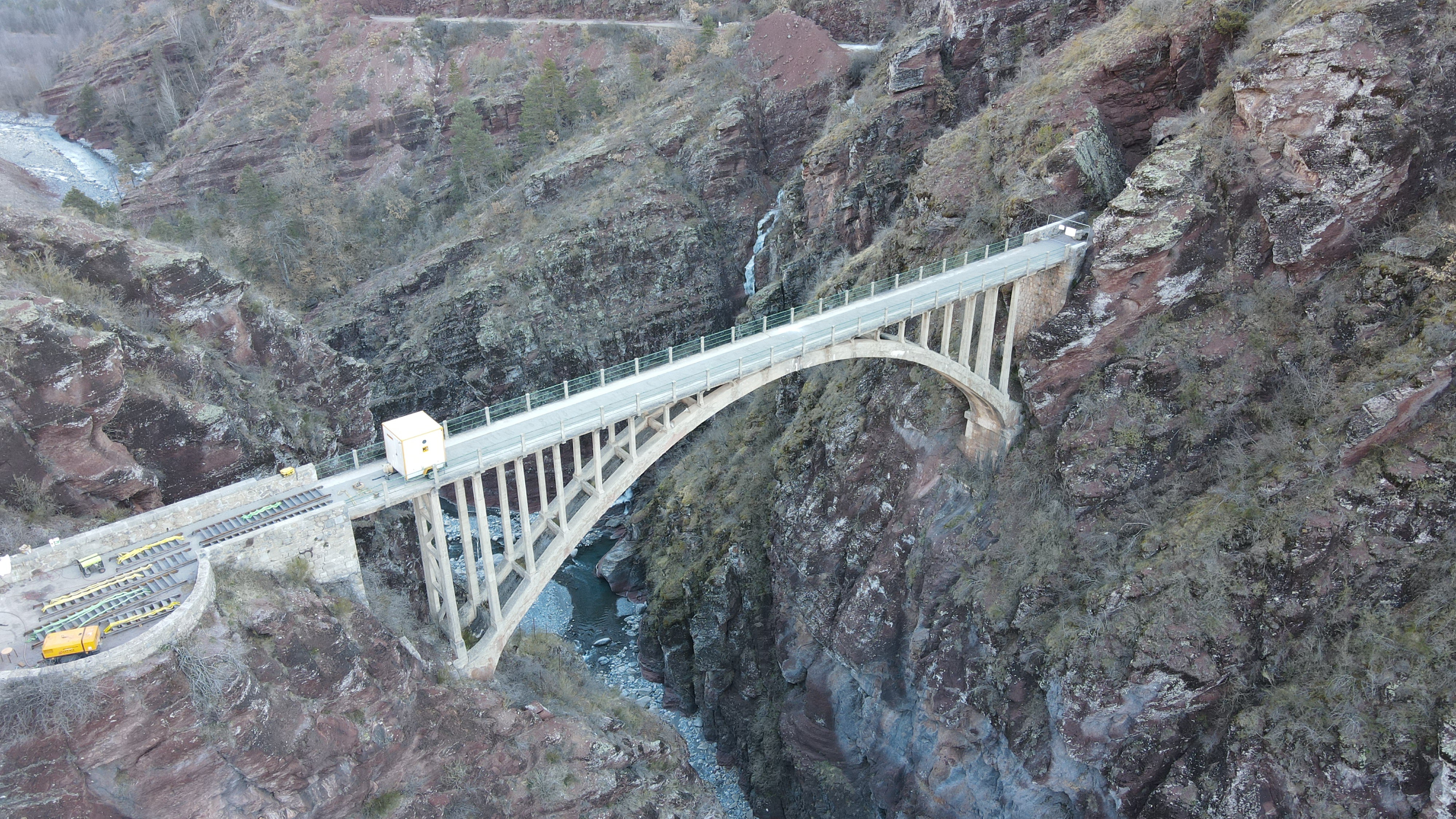
Pont de la Mariée par Cobol Drone

Le Pont de la Mariée (aussi appelé Pont du Saut de la Mariée) est un pont situé sur la commune de Guillaumes (Alpes-Maritimes) franchissant le Var.
Il tire son nom d'un fait divers populaire du XXe siècle, et était autrefois utilisé par le tramway de la ligne Pont de Gueydan - Guillaumes.
Le pont est désormais interdit aux véhicules et est devenu un haut-lieu du saut à l'élastique dans la région.

## Historique

### Ligne de tramway du Haut-Var
En 1909, un tracé est établi afin de créer une ligne de tramway reliant Pont de Gueydan (commune de Saint-Benoît) au village de Guillaumes. Les travaux ont débuté en 1910 et se sont achevés en 1923. Les premiers tests sont effectués le 16 juillet 1923 et l'inauguration se déroule le 29 juillet de la même année. Il est important de noter que ce pont est l'un des premiers à être construits en béton armé en France. Le pont est situé au kilomètre 16 de la ligne, et est le seul de cette ligne qui compte néanmoins de nombreux tunnels.
Cette ligne restera déficitaire et peu fréquentée toute son existence. Elle fermera en 1929 et les voies ferrées furent retirées dès 1932. 

### L'histoire du Saut de la Mariée
Cet ouvrage tire son nom d'un fait divers qui s'y est déroulé le 30 juillet 1927. Un couple de jeune mariés (Bernard Baillet et Marie-Louise Pion) est en voyage de noces à Guillaumes, ils décident au crépuscule de visiter les gorges de Daluis. Leur voiture s'arrête au premier pont sur leur route - qui s'appelait autrefois Pont du Tramway. Une heure plus tard le jeune époux remonte au village, affolé, déclarant que son épouse s'est penchée pour regarder les gorges et en est tombée.
Le corps de la jeune femme fut retrouvé le lendemain matin, et l'enquête conclut à un accident; bien que de nombreuses légendes populaires remettent en cause le récit de l'époux.
Le pont fut depuis renommé de Pont du Tramway en Pont de la Mariée ou Saut de la Mariée.